# Jasny olbrzym
Jasny olbrzym – gwiazda posiadająca II klasę jasności. Gwiazdy należące do tej klasy mają jasność pomiędzy olbrzymami (klasa III) a nadolbrzymami klasy Ib.
Jasnymi olbrzymami są na przykład widoczne gołym okiem: Sargas w gwiazdozbiorze Skorpiona i Tarazed w gwiazdozbiorze Orła.